# Massimo Vittorio Berutti
Massimo Vittorio Berutti (Tortona, 25 gennaio 1967) è un politico italiano.

## Biografia
Si è diplomato presso l’istituto “Dante Alighieri” di Tortona. In virtù di ciò nella sua terra d’origine Berutti è spesso soprannominato “il geometra”.
È stato sindaco di Montemarzino dal 2004 al 2009, quindi primo cittadino di Tortona (2009-2014). Al termine del suo mandato viene eletto consigliere regionale del Piemonte nelle file di Forza Italia, incarico che mantiene fino al 2018 quando diviene senatore alle elezioni politiche.
Politicamente vicino a Giovanni Toti, tra il 2019 e il 2022 aderisce a Cambiamo! e poi a Coraggio Italia e Italia al Centro.
Alle elezioni politiche anticipate del 25 settembre 2022 si candida per la Camera nel collegio plurinominale Piemonte 2 - 02 come capolista di Noi moderati, lista composta da Italia al Centro, Coraggio Italia, Noi con l'Italia e UdC  non risultando eletto poiché la lista non supera la soglia di sbarramento del 3%. Diventa poi coordinatore regionale di Noi Moderati con cui si candida alle regionali del 2024.